# Veliš (ort i Tjeckien, Hradec Králové, Okres Jičín)
Veliš är en ort i Tjeckien.   Den ligger i distriktet Okres Jičín och regionen Hradec Králové, i den centrala delen av landet, 70 km nordost om huvudstaden Prag. Veliš ligger 319 meter över havet och antalet invånare är 133.
Terrängen runt Veliš är platt.Runt Veliš är det ganska glesbefolkat, med 34 invånare per kvadratkilometer. Närmaste större samhälle är Jičín, 4,1 km nordost om Veliš. Trakten runt Veliš består till största delen av jordbruksmark.